# Orbecche
Orbecche è una tragedia scritta da Giambattista Giraldi Cinzio (o Cintio).
È tra le prime tragedie “regolari” moderne mai scritte (la prima della letteratura italiana è la Sofonisba di Giangiorgio Trissino), ovvero le prime opere in una lingua europea che mirano a riproporre i canoni della tragedia greca classica. Questa forma sperimentale ebbe poi molta fortuna nello sviluppo successivo del teatro in Europa.

## Trama
Protagonista è Orbecche, figlia del re persiano Sulmone, che di nascosto dal padre si è sposata giovanissima con Oronte, da cui ha avuto due figli.
Sulmone scopre l'esistenza del matrimonio segreto e dei figli solo molti anni dopo, il giorno in cui vuole sposare Orbecche ad un altro principe. Alla scoperta del “tradimento” della figlia, che ha agito fuori dall'autorità paterna, è ferito nell'orgoglio e intende vendicarsi terribilmente con lo scopo di ristabilire la lesa maestà e la legittimità dello stato. Tale vendetta è il motore dell'azione scenica, provoca la catastrofe della storia.
All'inizio dell'opera un breve prologo informa gli spettatori dell'esistenza di una hybris ulteriore, riferita a un fatto che risale all'infanzia di Orbecche: da bambina questa era stata indirettamente responsabile dell'omicidio della madre Selina e del fratello, e ora l'anima di Selina cerca vendetta.
Orbecche e Sulmone paiono incarnare i due insiemi di valori in conflitto: la libertà e autenticità nel vivere i propri sentimenti (l'amore) in modo totale, che si scontra con i principi di rispetto della legge e dell'autorità, e di saldezza dello stato e dell'ordine sociale, istanze rappresentate dal re.
Sulmone escogita una vendetta spietata: finge di perdonare Orbecche e di accettare la nuova famiglia allo scopo di attirarli a sé; invita la figlia, il genero e i nipoti presso sé, e annuncia ad Oronte l'intenzione di nominarlo erede al trono. È un inganno crudele: subito dopo lo fa arrestare per tradimento e, nelle fondamenta del palazzo, qui Sulmone gli taglia le mani, uccide entrambi i figli davanti ai suoi occhi e infine uccide Oronte. La violenza del re prosegue con lo strazio dei loro corpi, e quindi si rivolge contro Orbecche. Anche lei è vittima di un inganno: l'uomo le mostra affetto e le presenta un “regalo” di nozze, una “sorpresa”, che sono i corpi dei figli con la testa del marito su un piatto d'argento, coperti da un telo che lei stessa è invitata a sollevare, a scoprire perciò da sola "la verità". Orbecche di fronte allo spettacolo è annientata dalla disperazione, ma, a sua volta, decide di vendicarsi usando lo stesso sistema cioè il tradimento: riesce a ottenere nuovamente la fiducia del padre e finge di riconciliarsi con lui, approfitta quindi di questo espediente (un abbraccio affettuoso fra i due) per ucciderlo.
Orbecche succede al padre, secondo la legge dello stato. Ora però è sola al mondo: dopo lo sterminio della famiglia il dolore è insopportabile e in più, con il suo gesto di violenza, sente di avere rinnegato se stessa ovvero tutti valori che il suo personaggio rappresenta. Senza più identità, e ritenendo la sua vita ormai priva di senso, la regina si suicida.
Chiude la tragedia un ultimo suicidio, quello della nutrice di Orbecche. La donna che le faceva da balia quando era bambina è il primo personaggio importante a comparire nell'opera e l'ultimo a chiuderla. La nutrice è costretta ad assistere alla fine di Orbecche nell'ultima scena, dove l'atmosfera è di affetto struggente come nell'apertura. Tale simmetria della trama completa il quadro “nero” della tragedia.

## L'opera
Orbecche fu scritta in due mesi a Ferrara nel 1541, con musiche composte per l'occasione da Alfonso della Viola e scenografie realizzate dal pittore Girolamo da Carpi (alla prima messa in scena, in casa dell'autore, era presente il duca Ercole II d'Este). Fu poi pubblicata a Venezia nel 1543 con alcune aggiunte destinate alla lettura. La prima rappresentazione vide « un certo giovine chiamato Flaminio » nella parte di Orbecche (anche i ruoli femminili venivano interpretati da uomini), Giulio Ponzoni in quella di Oronte e Sebastiano Clarignano da Montefalco, celebre attore dell'epoca, in quella del messo che racconta l'uccisione di Oronte e dei suoi due figli.
L'opera ebbe diverse altre rappresentazioni nella città estense. Nella seconda, che annoverò tra gli illustri spettatori il cardinal Giovanni Salviati, fu soppressa, come voleva l'uso greco, la divisione in atti, poi ripristinata nelle successive riprese. Orbecche andò in scena in altre città italiane e, in francese, alla corte di Francesco I. Varie furono le edizioni della tragedia stampate quando ancora Giraldi Cinzio era in vita, e nel 1583 il figlio Celso curò quella per l'editore veneziano Cagnacini, comprensiva delle otto tragedie scritte dal padre dopo il successo di Orbecche.
Giraldi Cinzio si attenne rigidamente alle prescrizioni contenute nella Poetica di Aristotele per ciò che riguarda la forma in cinque atti, i criteri di “unità” di tempo e spazio, i momenti canonici della trama e l'ambientazione storico geografica.
Le tematiche umane sono invece ispirate soprattutto a Seneca. In primo luogo la vendetta, lo studio dei sentimenti più “oscuri” quali la furia psicologica e l'odio, la violenza rappresentata nei particolari. La rappresentazione include scene di estrema crudeltà fisica. Un tema portante dell'opera è la riflessione politica sulla tirannide e sul potere in generale: il rapporto tra la “civiltà” e la barbarie su cui essa si fonda. Sono ispirate a Seneca anche: la cifra stilistica che mira a produrre il sentimento dell'orrore, la tendenza a trattare esplicitamente sulla scena questioni filosofiche, e il senso di pessimismo stoicistico che pervade l'opera.
Sono invece moderne e sperimentali la nuova scena all'italiana, tipica della commedia pastorale, e lo stile più dialogico, con azioni e domande dei personaggi in tempo reale. Il pathos enfatico anticipa certi aspetti del melodramma, vi sono inoltre elementi meta-teatrali (ad esempio personaggi e battute “intermedi” riferiti al pubblico).